# Droga krajowa nr 117 (Kostaryka)
Droga krajowa nr 117 (hiszp. Ruta Nacional Secundaria 117/Ruta 117) – jedna z dróg krajowych w Kostaryce. Znajduje się ona w prowincjach San José i Heredia.

## Opis
W prowincji San José droga krajowa nr 117 przebiega przez kanton Tibás (przez dystrykty San Juan) i Anselmo Llorente) oraz kanton Moravia (przez dystrykt San Vincente).
W prowincji Heredia droga krajowa nr 117 przebiega przez kanton Santo Domingo (przez dystrykt San Miguel i Tures).